# نيك كراوس
نيك كراوس (بالإنجليزية: Nick Krause)‏ هو ممثل أمريكي، ولد في 14 أبريل 1992 بأوستن في الولايات المتحدة.

## أعمال

### أفلام
- (2006) كيف تأكل الديدان المقلية
- (2011) الأحفاد[4]
- (2014) صبا[5][6][7]

## وصلات خارجية
- نيك كراوس على موقع IMDb (الإنجليزية)
- نيك كراوس على موقع ألو سيني (الفرنسية)
- نيك كراوس على موقع أول موفي (الإنجليزية)
- نيك كراوس على موقع قاعدة بيانات الأفلام السويدية (السويدية)
- نيك كراوس على موقع قاعدة بيانات الفيلم (الإنجليزية)
- نيك كراوس على موقع كينوبويسك (الروسية)